# 샤입스군

샤입스군의 위치

샤입스군(독일어: Bezirk Scheibbs)은 오스트리아 니더외스터라이히주에 위치한 군으로 행정 중심지는 샤입스이며 면적은 1,023.46km2, 인구는 42,006명(2023년 기준), 인구 밀도는 41명/km2이다. 서쪽으로는 암슈테텐군, 북쪽으로는 멜크군, 북동쪽으로는 장크트푈텐란트군, 동쪽으로는 릴리엔펠트군, 남쪽으로는 슈타이어마르크주 리첸군, 브루크뮈르추슐라크군과 접한다.

## 하위 행정 구역
2개 도시, 9개 시장도시, 7개 일반 시를 관할한다.
- 도시
  - 샤입스(Scheibbs)
  - 비젤부르크(Wieselburg)
- 시장도시
  - 가밍(Gaming)
  - 괴스틀링안데어입스(Göstling an der Ybbs)
  - 그레스텐(Gresten)
  - 룬츠암제(Lunz am See)
  - 오베른도르프안데어멜크(Oberndorf an der Melk)
  - 푸르크슈탈안데어에를라우프(Purgstall an der Erlauf)
  - 란데크(Randegg)
  - 슈타이나키르헨암포르스트(Steinakirchen am Forst)
  - 방(Wang)
- 일반 시
  - 그레스텐란트(Gresten-Land)
  - 푸헨슈투벤(Puchenstuben)
  - 라인스베르크(Reinsberg)
  - 장크트안톤안데어예스니츠(St. Anton an der Jeßnitz)
  - 장크트게오르겐안데어라이스(St. Georgen an der Leys)
  - 비젤부르크란트(Wieselburg-Land)
  - 볼프파싱(Wolfpassing)